# 대한민국 민법 제233조
대한민국 민법 제233조는 용수권의 승계에 대한 민법 물권법 조문이다. 본 조문의 몽리자는 이익을 얻는 사람이라는 뜻으로 잘쓰지 않는 용어라는 비판이 있다
.

## 조문
제233조(용수권의 승계) 농, 공업의 경영에 이용하는 수로 기타 공작물의 소유자나 몽리자의 특별승계인은 그 용수에 관한 전소유자나 몽리자의 권리의무를 승계한다.

第233條(用水權의 承繼) 農, 工業의 經營에 利用하는 水路 其他 工作物의 所有者나 蒙利者의 特別承繼人은 그 用水에 關한 前所有者나 蒙利者의 權利義務를 承繼한다.

민법 개정안에 따르면 몽리자를 이용자로 변경할 예정이다.

## 판례
농공업의 경영에 이용하는 수로 기타 공작물의 소유자나 몽리자의 특별승계인은 그 용수에 관한 전 소유자나 몽리자의 권리의무를 승계한다고 규정하고 있고, 그 규정이 공유하천의 용수권에만 적용될 수 있는 것이라고는 볼 수 없다.